# Andreu Nin

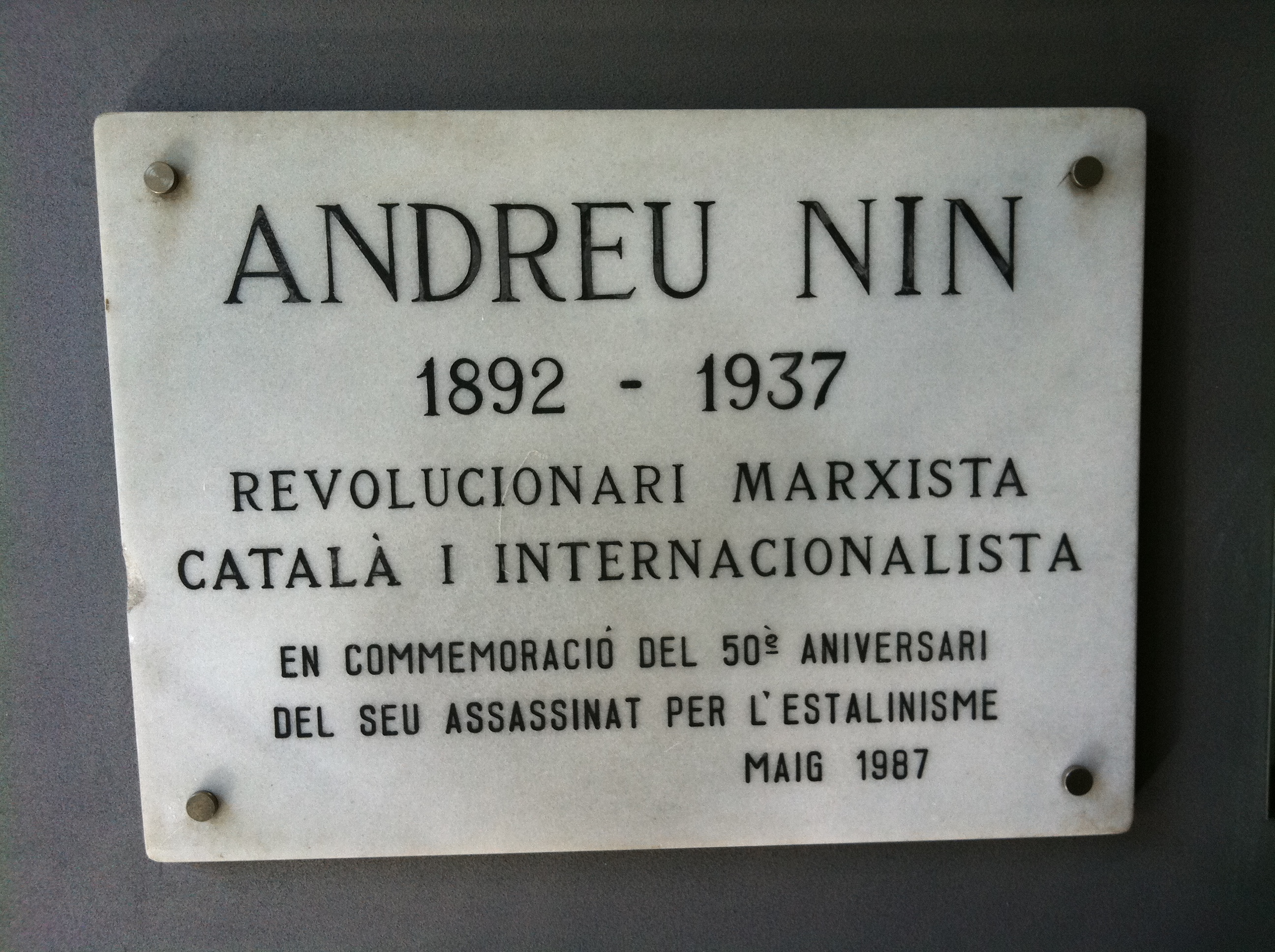
Pamětní deska v Barceloně

Andrés Nin Pérez (4. února 1892 El Vendrell, Tarragona – 22. června 1937 Alcalá de Henares, Madrid), známý také pod podobou jména Andreu Nin, byl jednou z nejvýznamnějších postav revolučního marxismu v Katalánsku a Španělsku v době před španělskou občanskou válkou.

## Život
V roce 1917 vstoupil v Barceloně do socialistické strany PSOE, posléze do anarchosyndikalistického hnutí CNT – Confederación Nacional del Trabajo; v roce 1921 byl načas jeho generálním tajemníkem. Ve 20. letech také pobýval v Moskvě, kde se přiřadil k Trockého Levé opozici. Po návratu založil ve Španělsku podobnou, leninsky a protistalinsky orientovanou platformu Izquierda Comunista de España a podílel se na přípravě generální stávky (1934). V roce 1935 byla ICE spojena s organizací Bloque Obrero y Campesino („Dělnický a rolnický blok“) Joaquína Maurína. Vznikla tak známá POUM – Dělnická strana marxistického sjednocení (Trockij ji ovšem tvrdě kritizoval za „sjednocení s buržoazií“), ve které byl Nin od roku 1936 generálním tajemníkem. Po vypuknutí španělské občanské války se POUM, která vyzbrojovala vlastní milice, octla ve svízelné situaci, neboť proti ní vystupovala stalinská Komunistická strana Španělska a jejím prostřednictvím také Sovětský svaz. Nin a další členové byli obviňováni dokonce ze spojenectví s frankisty. Nin byl zadržen, uvězněn ve Valencii a posléze Madridu, kde byl za dosud ne zcela vyjasněných okolností popraven. Uvádí se, že se tak stalo na příkaz sovětského agenta A. M. Orlova.
Vedle toho byl Nin také publicistou, překladatelem klasické ruské literatury do katalánštiny a marxistických spisů do kastilštiny.